# Credit Suisse
Credit Suisse, «Креди́т Суи́сс груп» — второй крупнейший швейцарский финансовый конгломерат после UBS. Штаб-квартира расположена в Цюрихе (Швейцария), на площади Парадеплац (англ. Paradeplatz). С 2011 года входил в число глобально системно значимых банков. Credit Suisse был основан в 1856 году, как Schweizerische Kreditanstalt (швейцарский кредитный институт) Альфредом Эшером совместно с немецким банком Allgemeine Deutsche Credit-Anstalt, который держал 50 % акций.
Согласно Партнерству Scorpio в 2014 году Credit Suisse управлял активами клиентов на сумму 888,2 млрд долларов. На конец 2020 года активы под управлением составляли 1,51 трлн швейцарских франков ($1,6 трлн), на конец 2022 года сократились до 1,29 трлн франков.
В 2023 году поглощён швейцарским банком UBS.

## История
Важной вехой в истории Швейцарии является 1848 год, в котором была принята конституция, объединившая по сути самостоятельные кантоны в федеративное государство. Возникла необходимость промышленного развития страны. Делом строительства железной дороги на северо-востоке Швейцарии решил заняться политик и промышленник Альфред Эшер, основавший в 1853 году компанию Nordostbahn (Северо-восточную железную дорогу). Не сумев договориться с французскими банками о кредитовании компании, он решил основать швейцарский банк для её финансирования. На основание банка в Цюрихе ему удалось по подписке собрать 218 млн швейцарских франков, и 16 июля 1856 года Schweizerische Kreditanstalt (Швейцарский кредитный институт, международный вариант названия — Credit Suisse, швейцарский кредит) начал работу. Помимо строительства Сен-Готардской железной дороги, банк финансировал проекты, связанные с электрификацией Швейцарии и развитием промышленности. Банк также участвовал в развитии швейцарской монетарной системы (единая денежная единица, швейцарский франк, появилась в 1850 году), и к 1871 году он стал крупнейшим банком Швейцарии.
К середине 1880-х годов Швейцария стала экспортёром капитала, при участии Credit Suisse были основаны банковские и страховые компании в Германии и Бельгии, а также в крупных городах Швейцарии. В 1905 году было открыто отделение Credit Suisse в Базеле, первое вне кантона Цюрих. Перед началом Первой мировой войны у банка были отделения в 13 регионах Швейцарии, число сотрудников превысило 1000.
После Первой мировой войны Credit Suisse продолжил финансирование электрификации Швейцарии, в частности в 1924 году была завершена электрификация железных дорог. Также, вплоть до биржевого краха 1929 года, наращивались зарубежные инвестиции. Великая депрессия в Европе привела к развитию националистических идей, введению протекционистских тарифов и сокращению международной торговли. В условиях нарастания напряжённости в Европе Credit Suisse взял курс на сближение с англоязычными странами, в 1939 году была основана Швейцарско-Американская корпорация, а в 1940 году в Нью-Йорке было открыто первое заграничное отделение Credit Suisse.
Поведение Credit Suisse во время и после Второй мировой войны стало предметом расследования в 1996—2000 годах, по результатам которого банк в 2000 году уплатил $1,25 млрд в фонд жертв Холокоста. В адрес Credit Suisse и других швейцарских банков выдвигались обвинения в том, что они сотрудничали с фашистской Германией, в частности покупали нацистское золото, а после войны не спешили выплачивать наследникам деньги со счетов погибших во время войны. В то же время многие в Швейцарии эту сделку считали результатом шантажа со стороны США, поскольку суммы на «спящих счетах» составляли лишь 61,2 млн швейцарских франков ($41,3 млн), ещё в 1997 году Credit Suisse и UBS опубликовали данные об этих счетах и внесли 100 млн франков в фонд жертв Холокоста.
В 1962 году Credit Suisse купил цюрихское подразделение американского инвестиционного банка White, Weld & Co., позже переименованное в Clariden Bank, а в 1970 году с тем же банком основали трастовый фонд WW Trust.
1977 год ознаменовался крупным скандалом — власти начали расследование по поводу мошенничества в отделении Credit Suisse в городе Кьяссо. Банку были нанесены убытки в $1,2 млрд, что привело к увольнению нескольких директоров.
Партнёрство с White, Weld & Co. закончилось в 1978 году, когда американский банк был куплен Merrill Lynch; новым партнёром стал банк First Boston (Первый бостонский). Трастовый фонд WW Trust был преобразован в Financière Crédit Suisse — First Boston (CSFB), в котором 46 % принадлежало Crédit Suisse, а 31 % — First Boston. В свою очередь CSFB владел четвертью акций First Boston. Совместная компания заняла ведущее место на рынке евробондов. В 1988 году она была переименована в CS First Boston, Inc., а двумя годами спустя доля Crédit Suisse в американском банке дошла до 64,2 %.
В 1989 году компания CS Holding, созданная семью годами ранее, стала материнской компанией для Credit Suisse, CS First Boston, Fides Holding (трастовый фонд) и контрольного пакета акций в швейцарской электроэнергетической компании Electrowatt AG. В апреле 1990 года был куплен шестой крупнейший банк Швейцарии Bank Leu; он стал основой подразделения частного банкинга, в которое также входили работающий в Северной и Южной Америке Clariden Bank и работающий в северной Европе Bank Hofmann (был куплен ещё в 1972 году). Также в 1990-х Credit Suisse первым из швейцарских банков вышел на рынок страховых услуг, учредив в октябре 1990 года страховую компанию CS Life, вошедшую в 1994 году в альянс с Swiss Re (компанией по перестрахованию), а в 1995 году — со второй крупнейшей в Швейцарии страховой компанией Winterthur Insurance. Также в 1990-х Credit Suisse поглотил два швейцарских банка, Swiss Volksbank (1993 год) и Neue Aargauer Bank (1994 год), став крупнейшим банком Швейцарии до 1998 года, когда объединились два основных конкурента, Swiss Bank и Union Bank of Switzerland, образовав UBS AG.
В 1996 году началась реорганизация финансовой компании. CS Holding был переименован в Credit Suisse Group. Вся деятельность в Швейцарии (банков Credit Suisse и Swiss Volksbank) была объединена в подразделение Credit Suisse; в подразделение частного банкинга, Credit Suisse Private Banking были включены Bank Leu, Clariden Bank, Bank Hofmann и другие частные банки в составе группы; отдельными подразделениями стали Credit Suisse First Boston и Credit Suisse Asset Management (подразделение управления активами). Своё участие в компании Electrowatt группа Credit Suisse Group начала сокращать, к 1998 году полностью его прекратив.
В декабре 1997 года Winterthur Insurance была куплена за $9,51 млрд, что позволило Credit Suisse Group войти в десятку крупнейших финансовых компаний в мире, а по размеру активов под управлением (700 млрд швейцарских франков, $466 млрд) занять третье место в мире. На основе Winterthur Insurance было создано пятое, страховое, подразделение Credit Suisse Group. Также в 1997 году было куплено американское подразделение британского банка Barclays PLC — Barclays de Zoete Wedd, в следующем году — ведущий бразильский инвестиционный банк Banco de Investimentos Garantia S.A., а в 1999 году — Warburg Pincus Asset Management, подразделение англ. Warburg Pincus.
По состоянию на 1998 год CSFB был одним из крупнейших держателей российских облигаций государственного займа (ГКО-ОФЗ). Технический дефолт России по этим облигациям в ходе экономического кризиса 1998 года нанёс компании убыток в $1,3 млрд, финансовый год компания завершила с чистым убытком в $154 млн.
Самым крупным приобретением 2000 года стал американский инвестиционный банк англ. Donaldson, Lufkin & Jenrette, купленный за более чем 10 млрд долларов. Однако в последующие годы компания столкнулась с трудностями, и ей пришлось вновь заняться реорганизацией. Страховое подразделение Winterthur начало приносить убытки, поэтому были проданы его британское (Churchill Insurance Group plc) и итальянское отделения. В середине 2006 года Winterthur был продан страховой компании AXA за €7,9 млрд. Также были проданы некоторые отделения CSFB.
Финансовый кризис 2007—2008 годов тяжело ударил по Credit Suisse — уже в первом квартале 2008 года компании пришлось списать 5,3 млрд швейцарских франков, а чистый убыток за год превысил 10 млрд.
Начиная с 2000-х годов в адрес Credit Suisse неоднократно выдвигались обвинения в содействии уклонению от уплаты налогов со стороны властей США, Бразилии, Германии и других стран. В мае 2014 года по итогам разбирательства в США Credit Suisse признал свою ответственность за оказание на протяжении десятилетий гражданам этой страны содействия в уклонении от уплаты налогов, банку пришлось выплатить штраф в размере $2,6 млрд, двое бывших сотрудников банка получили тюремные сроки (в 2016 году — ещё один).
В конце марта 2021 года в результате краха фонда Archegos Capital Management, управлявшегося Биллом Хваном, банк понес убытки в размере 4,4 млрд швейцарских франков ($4,7 млрд) при закрытии позиций по свопам на совокупный доход. После этого компанию покинули генеральный директор инвестиционного подразделения Брайан Чин и директор по управлению рисками Лара Уорне. Чтобы справиться с потерями, банк сократил свое предложение о выплате дивидендов за 2020 год с 0,29 швейцарского франка ($0,31) до 0,1 швейцарского франка ($0,11) и приостановил обратный выкуп акций. Также банк решил ужесточить условия финансирования, которые он предоставляет хедж-фондам и семейным офисам. Банк перешел от статической маржи к динамической.
В феврале 2022 года международная группа журналистов Центра по исследованию коррупции и организованной преступности и ряда СМИ, основываясь на крупной утечке документов, опубликовала расследование «Секреты Credit Suisse» о хранении банком крупных денежных сумм гражданами различных государств, обвиняемыми в различной нелегальной деятельности, и политиками. Банк отрицал наличие нарушений со своей стороны, однако крупнейшая в Европарламенте Европейская народная партия призвала включить всю Швейцарию в число стран с высоким риском отмывания денег в свете вскрывшихся фактов.
15 марта 2023 года на фоне банковского кризиса, вызванного крахом Silicon Valley Bank, за короткий период акции Credit Suisse упали более чем на 30 %, банк оказался на грани банкротства. 19 марта UBS объявил о намерении приобрести Credit Suisse за 2 млрд долларов, что составляет менее стоимости недвижимости банка. Переговоры продолжались до позднего вечера, в итоге сделка о поглощении была заключена. Итоговая цена составила 3,24 млрд долларов. Швейцарские власти предоставят CS кредит в 54 миллиарда долларов и гарантии ликвидности ещё на 108 млрд долларов. UBS получит около 10 млрд долларов на покрытие потенциальных убытков.

## Собственники и руководство

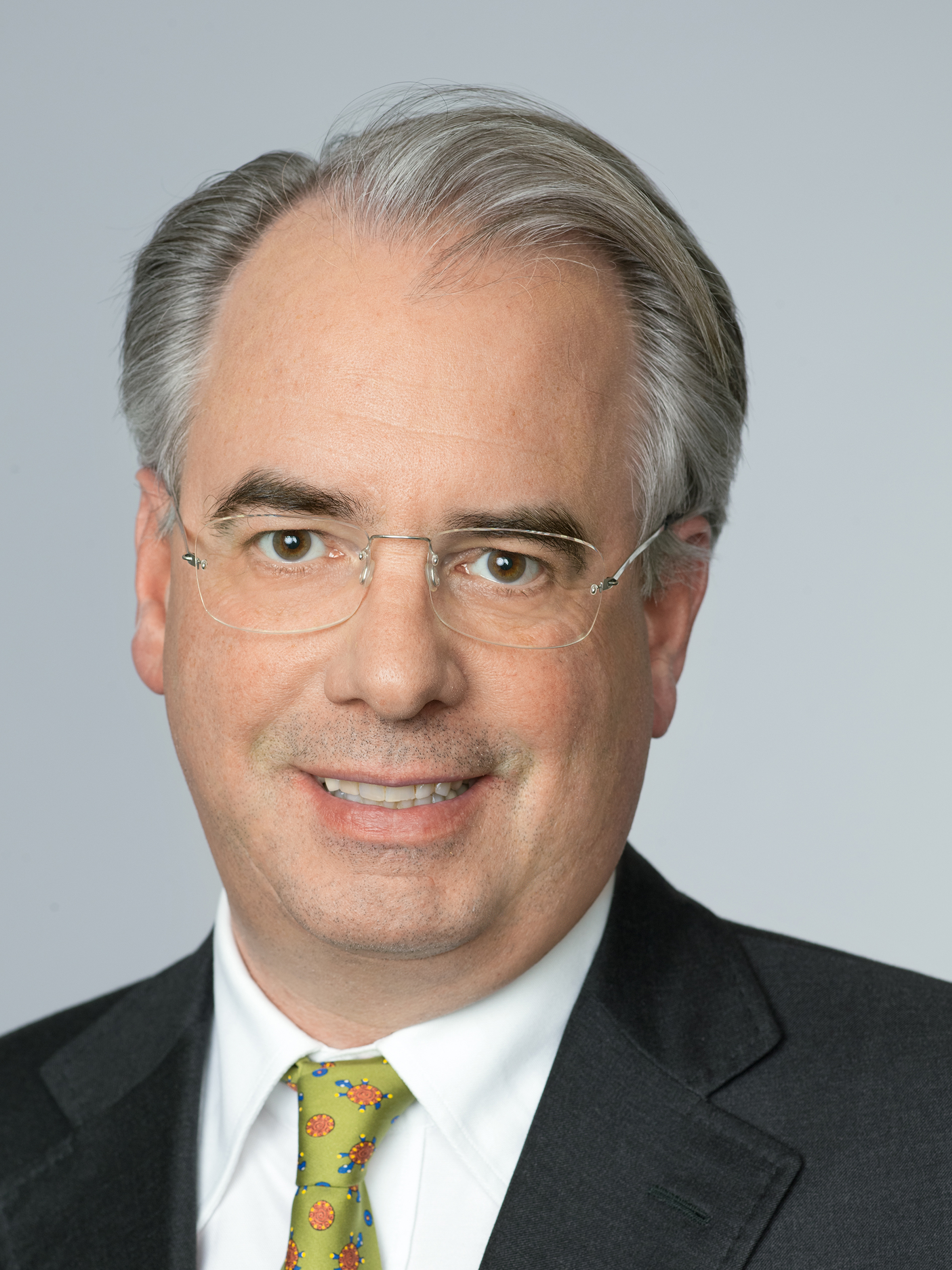
Ульрих Кёрнер — генеральный директор.

Рыночная капитализация (общая стоимость акций) на июль 2021 года составила $29 млрд. Крупными акционерами по состоянию на конец 2022 года были Saudi National Bank (9,88 %), Harris Associates (5,17 %), Qatar Investment Authority (5,03 %), Dodge & Cox  (4,99 %), Olayan Group (4,93 %), BlackRock (4,07 %). 
Аксель Леманн (Axel P. Lehmann, род. в 1959 году) — председатель совета директоров с 2022 года, в банке с 2021 года, ранее работал в UBS и Zurich Insurance Group.
Ульрих Кёрнер (род. в 1962 году) — главный исполнительный директор (CEO) с 2022 года, в Credit Suisse с 2021 года, а также с 1998 по 2009 год, в промежутке работал в UBS, в частности возглавлял подразделение управления активами.

## Деятельность

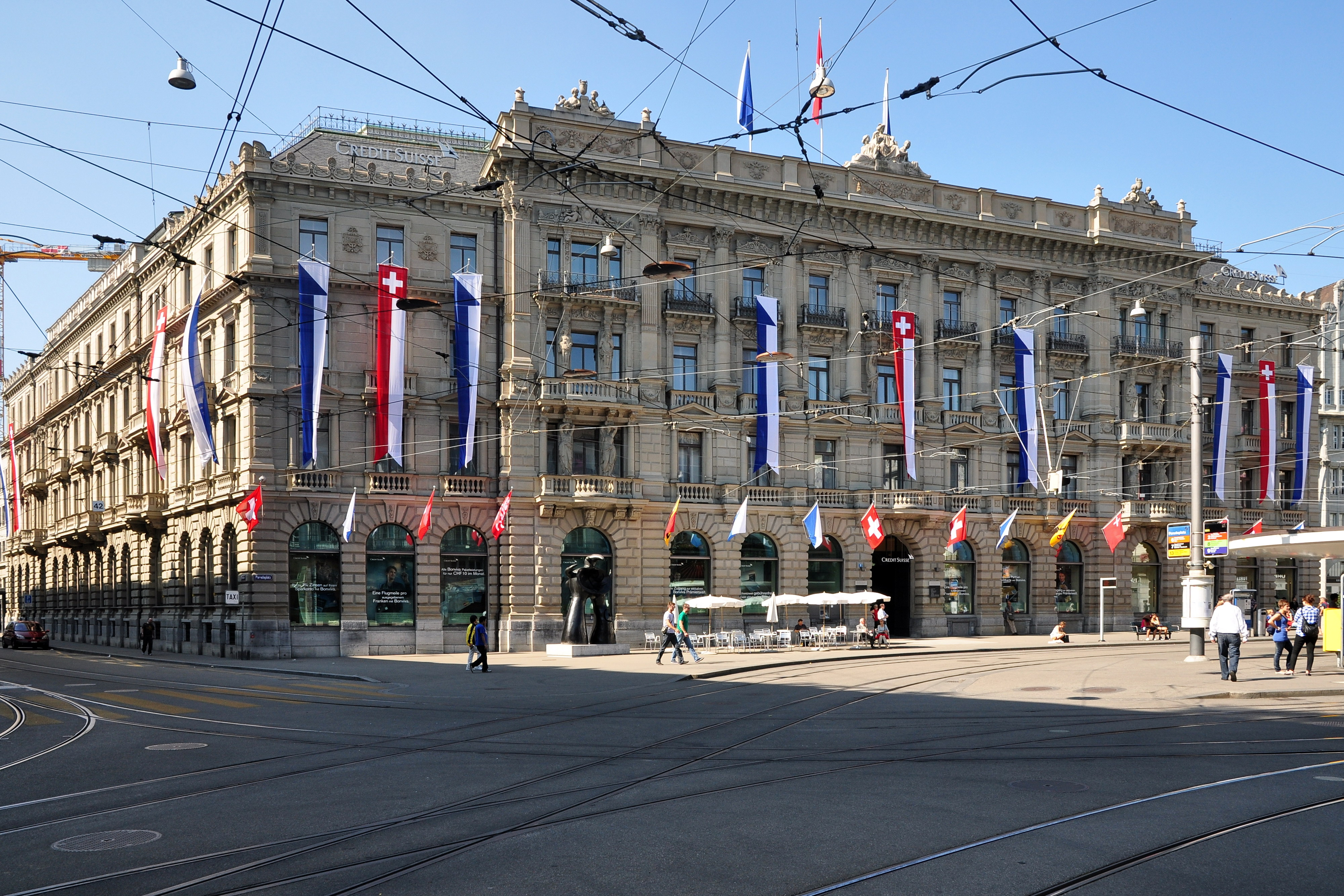
Штаб-квартира Credit Suisse на Парадеплац, Цюрих (1 августа 2011 года)

Credit Suisse Group представляет собой холдинговую компанию, по состоянию на 2022 год состоявшую из следующих подразделений:
- Wealth Management (Управление капиталом) — ограниченный набор банковских услуг состоятельным частным клиентам из Азиатско-Тихоокеанского региона, Европы, Латинской Америки и Ближнего Востока; выручка 4,95 млрд шв. франков, активы 150 млрд франков.
- Swiss Bank (Швейцарский банк) — предоставляет все основные виды банковских услуг в Швейцарии корпоративным и частных клиентам; выручка 4,09 млрд шв. франков, активы 197 млрд.
- Asset Management (Управление активами) — инвестиционные услуги пенсионным и другим фондам, правительствам, корпорациям и частным клиентам; выручка 1,29 млрд, активы 3,4 млрд.
- Investment Bank (Инвестиционный банк) — операции с ценными бумагами, работа на рынке капиталов, брокерские услуги и андеррайтинг, а также инвестиционные исследования и консультационные услуги, выручка 4,61 млрд, активы — 147 млрд.

В конце 2022 года было создано пятое подразделение Capital Release Unit, в которое были перенесены активы, предназначенные на продажу или списание.
Географическое распределение деятельности:
- Америка — выручка 6,05 млрд франков, активы 181 млрд;
- Швейцария — выручка 5,44 млрд, активы 202 млрд;
- Европа и Ближний Восток — выручка 1,76 млрд, активы 94 млрд;
- Азиатско-Тихоокеанский регион — выручка 1,67 млрд, активы 53 млрд.

Активы по состоянию на конец 2022 года составили 531 млрд швейцарских франков, из них 276 млрд составили выданные кредиты (107 млрд — ипотечные), 59 млрд — наличные и балансы в центральных банках; принятые депозиты составили 234 млрд франков (годом ранее — 391 млрд).
|                     | 2001…   | 2006…  | 2011  | 2012  | 2013  | 2014  | 2015   | 2016   | 2017   | 2018  | 2019  | 2020  | 2021   | 2022   |
| ------------------- | ------- | ------ | ----- | ----- | ----- | ----- | ------ | ------ | ------ | ----- | ----- | ----- | ------ | ------ |
| Выручка             | 60,13…  | 38,14… | 25,89 | 23,61 | 25,86 | 26,24 | 23,80  | 20,32  | 20,90  | 20,92 | 22,48 | 22,39 | 22,70  | 14,92  |
| Чистая прибыль      | -0,659… | 15,03… | 2,790 | 1,685 | 2,965 | 2,324 | -2,945 | -2,707 | -0,983 | 2,024 | 3,419 | 2,669 | -1,650 | -7,293 |
| Активы              | 1135…   | 1256…  | 1049  | 924,3 | 872,8 | 921,5 | 820,8  | 819,9  | 796,3  | 768,9 | 787,3 | 819,0 | 755,8  | 531,4  |
| Собственный капитал | 44,06…  | 43,59… | 33,67 | 35,50 | 42,16 | 43,96 | 44,38  | 41,90  | 41,90  | 43,92 | 43,64 | 42,68 | 43,95  | 45,13  |

### В России
В 1976 году банк открыл представительство в Москве.
В 1993 году на базе представительства было создано закрытое акционерное общество Банк Кредит Свисс (Москва). Банк Credit Suisse является Генеральным спонсором Большого театра.
По состоянию на конец 2022 года на российских клиентов приходилось 249 млн шв. франков активов Credit Suisse (годом ранее — 848 млн).

## Дочерние компании
Основными составляющими финансовой группы Credit Suisse по состоянию на конец 2022 года были:
- Credit Suisse AG (Цюрих, Швейцария)
- Credit Suisse Insurance Linked Strategies Ltd (Цюрих, Швейцария)
- Credit Suisse (Poland) Sp. z o.o (Варшава, Польша)
- Credit Suisse Services AG (Цюрих, Швейцария)
- Credit Suisse Trust AG (Цюрих, Швейцария)
- Credit Suisse Trust Holdings Limited (Гернси, Нормандские острова)
- CS LP Holding AG (Цуг, Швейцария)
- Inreska Limited (Гернси, Нормандские острова)
- Savoy Hotel Baur en Ville AG (отель Baur en Ville[англ.], Цюрих, Швейцария)